# دينيسي فابر
دينيسي فابر (بالفرنسية: Denise Fabre )‏ (و. 1942 – م) هي ممثلة، وممثلة أفلام، من فرنسا، ولدت في نيس.

## مناصب وهيئات
أدارت تي أف 1.

## وصلات خارجية
- دينيسي فابر على موقع IMDb (الإنجليزية)
- دينيسي فابر على موقع قاعدة بيانات الفيلم (الإنجليزية)